# Mannetjies Roux
Pour les articles homonymes, voir Du Toit et Roux.
 François (Mannetjies) du Toit Roux, né le 12 avril 1939 à Victoria West (Afrique du Sud), est un ancien joueur de rugby à XV sud-africain qui a joué avec l'équipe d'Afrique du Sud.  Il jouait au poste de trois-quarts centre (1,70 m).

## Carrière
Il a effectué son premier test match avec les Springboks  le 3 décembre 1960 à l’occasion d’un match contre l'équipe du Pays de Galles. Son dernier test match a été effectué contre la Nouvelle-Zélande, le 12 septembre 1970.

## Palmarès
- 27 sélections avec l'équipe d'Afrique du Sud
- Sélections par années :  1 en  1960, 2 en 1961, 4 en 1962, 1 en 1963, 2 en 1964, 6 en 1965, 4 en 1968, 4 en 1969, 5 en 1970